# Pierre Jean-Baptiste Descordes
Pierre Jean-Baptiste Descordes est un homme politique français né le 1er avril 1760 à Angoulême (Charente) et mort le 2 octobre 1836 à Poitiers (Vienne).

## Biographie
Avocat à Angoulême, il devient accusateur public du tribunal révolutionnaire de la ville. Il est élu député aux Cinq-Cents le 23 germinal an V. Resté à l'écart des responsabilités sous le Premier Empire, il devient adjoint au maire d'Angoulême est 1816 et devient député de la Charente de 1820 à 1827, siégeant dans la majorité soutenant les ministères de la Restauration.

## Sources
- « Pierre Jean-Baptiste Descordes », dans Adolphe Robert et Gaston Cougny, Dictionnaire des parlementaires français, Edgar Bourloton, 1889-1891 [détail de l’édition]